# Рогашовци
Рогашовци (словен. Rogašovci) је насеље и управно средиште истоимене општине Рогашовци, која припада Помурској регији у Републици Словенији.
По попису становништва из 2011. године, насеље Рогашовци имало је 254 становника.